# チョコレートミルク

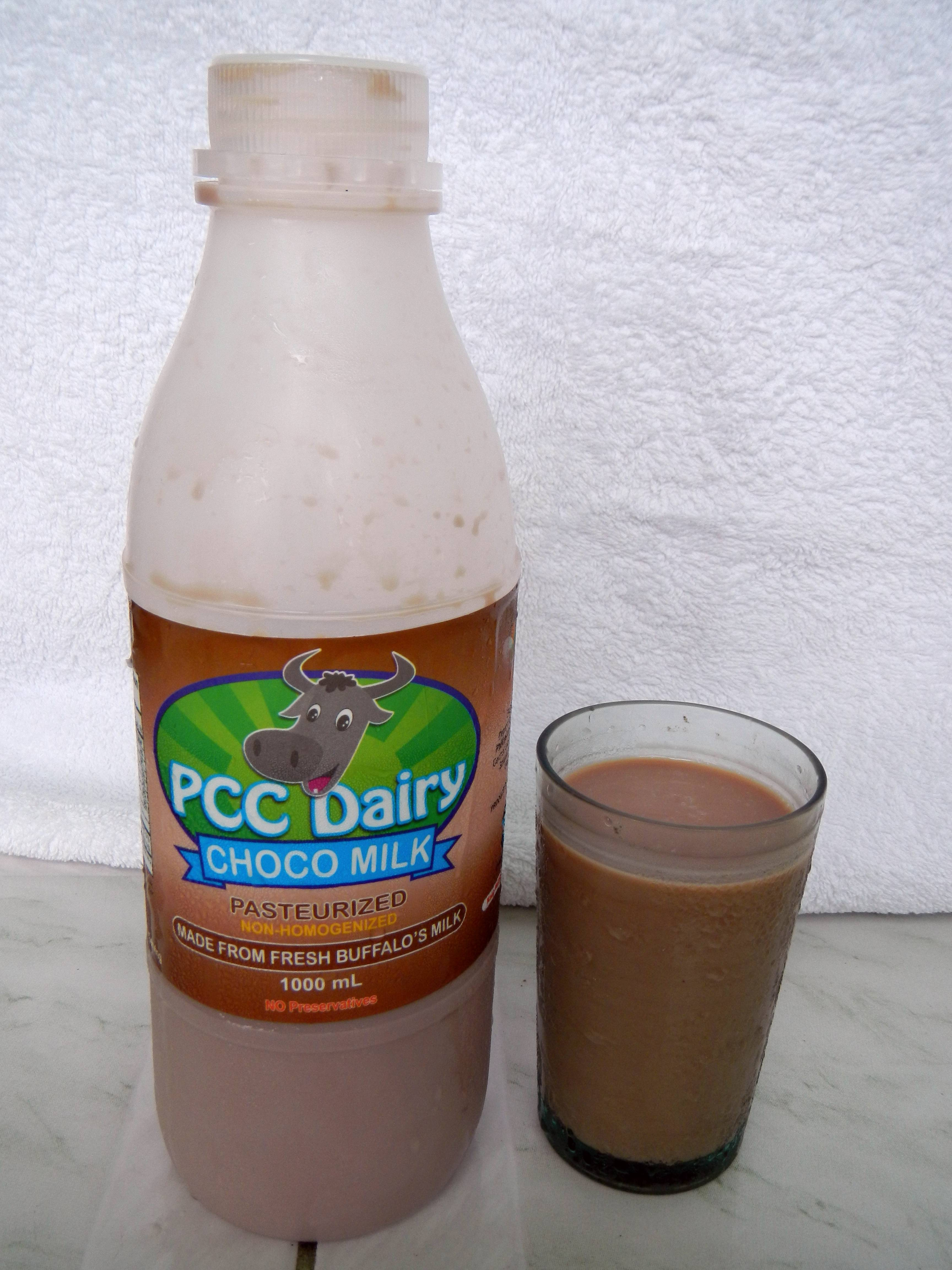
フィリピン・カラバオ・センターで水牛の乳を用いて作られた殺菌チョコレートミルク

チョコレートミルク（英: Chocolate milk）は、チョコレート風味の甘いミルクである。チョコレート・シロップまたはチョコレート・パウダーを牛、ヤギ、大豆、米(ライスミルク)などの乳に混ぜることで作られる。ミルクにココアパウダーと砂糖などの甘味料を混ぜたものや、溶かしたチョコレート、チョコレート・シロップ、既製品の粉末状のチョコレートミルクミックスなどを使って家庭で作ることもできる。また、デンプン、塩、カラギーナン、バニラ、人工香料などの成分を加えたり、栄養価を高めるために酸化亜鉛や鉄分などのミネラルを加えたりすることがある。カラギーナンは非常に低い濃度で使用され、微小なゲルを形成することで、高密度で大きなチョコレートの粒子が沈むのを防ぐ。
チョコレートミルクは、1700年代前半にアイルランド人医師のハンス・スローンがジャマイカで初めて作ったもので、一般的には冷やして飲む。チョコレートミルクの栄養価については議論があり、チョコレートミルクの糖分の高さを批判する研究がある一方で、チョコレートミルクは他のミルクよりも栄養的に優れているとする研究もある。

## 分離
室温以下ではチョコレートは溶解せず、粉末状の固体がミルクに懸濁している。懸濁液が安定していなかった場合、粉末は沈降する。分離は以下のいずれかの方法で遅くすることができる。
- チョコレートをテンパリングするなどして粒径を小さくする。
- エアポケットを取り入れることで粒子の密度を下げる。
- 増粘安定剤を加えてミルクの粘度を上げる。

## 科学的研究・調査

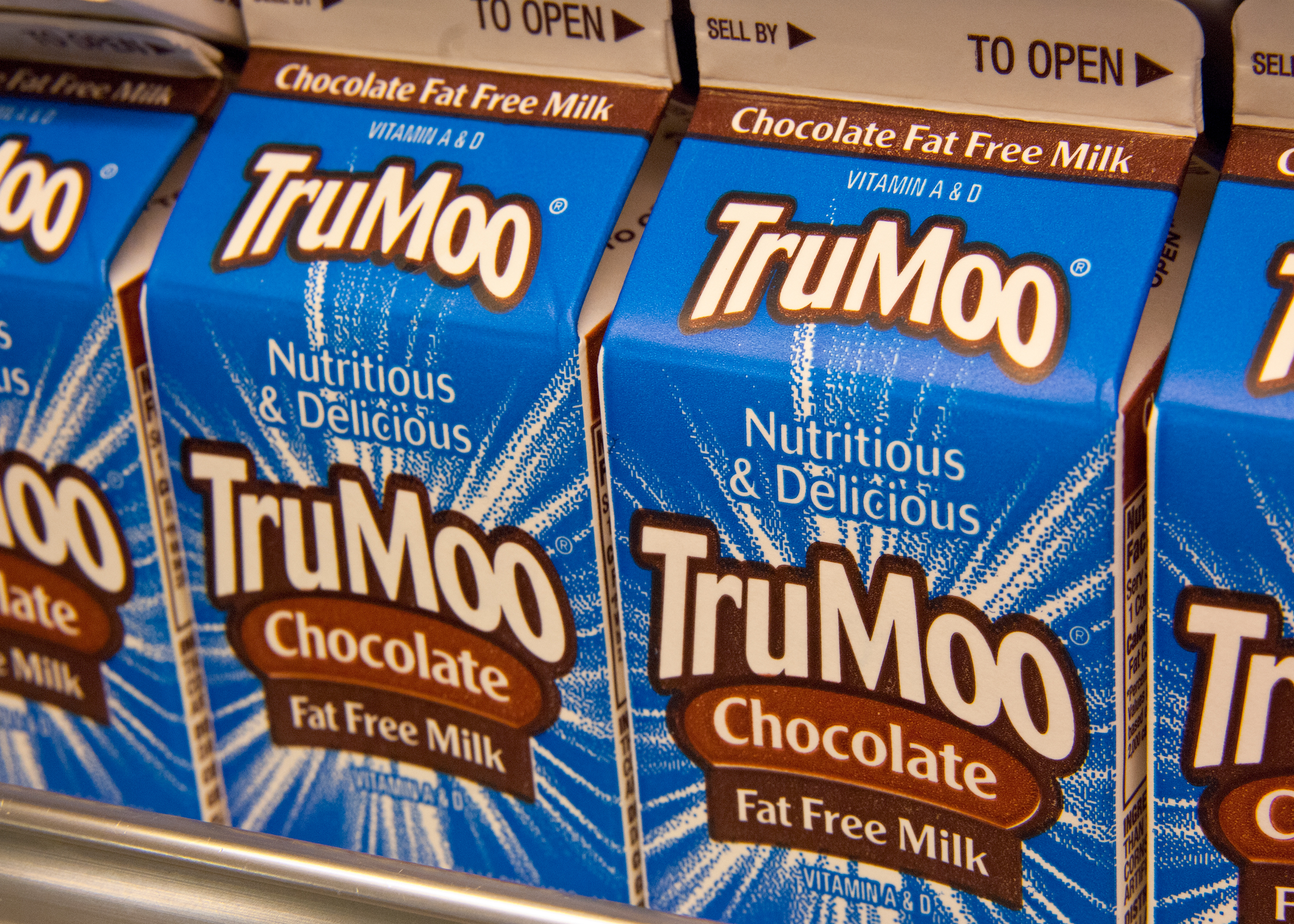
チョコレートミルクのカートン

栄養士の中には、チョコレートミルクが糖類を多く含んでいることや、子どもの肥満との関係を批判する人もいる。ニューヨーク市の学校給食関係者は、1年間に供給される1億カートンのうち約60%に無脂肪のチョコレートミルクが含まれていると報告している。チョコレートミルクには添加糖類が普通の低脂肪ミルクの2倍含まれていることがあるため、カリフォルニア州やワシントンD.C.の一部の地域など、学区によっては給食でチョコレートミルクを全く提供していないところもある。

## 栄養学的研究
チョコレートミルクの栄養に関しては多くの研究が行われている。ニューヨーク市教育局の2005年の調査によると、全乳を排除して低脂肪または無脂肪のチョコレートミルクに置き換えることによって、生徒たちに与えられたカロリーと脂肪量は年間でそれぞれ推定で5960キロカロリー、619グラム減少したということがわかった。しかし、より最近の研究では、無脂肪や低脂肪のミルクは実際には脂肪を増やし、肥満の原因になる可能性があるということがわかっている。肥満の子どもたちにとっては、低脂肪や無脂肪のミルクよりも全乳の方が実際には健康的かもしれないという意見もある。
2006年に行われた研究では、チョコレートミルクを飲むことの恩恵は、炭水化物のタンパク質や他の栄養特性に対する比率によるものである可能性が高いと研究者は述べている。しかし、この研究は僅か9人のアスリートを対象に行われた小規模なものであり、出資の一部は酪農業によるものである。また、この研究ではチョコレートミルクと2種類のエナジードリンクを比較しており、味付けされていないミルクは比較対象になっていないため、回復飲料としてチョコレートミルクが味付けされていないミルクよりも優れているかどうかは不明である。
2007年にラフバラー大学で行われた研究では、運動後にチョコレートミルクを飲むと回復力が高まるということが示された。この研究では、ミルクが水分補給として効果的な飲み物であることがわかった。
2009年11月にスペイン・バルセロナの科学者が行った研究によると、フラボノイドを豊富に含むココア入りの脱脂粉乳を定期的に摂取することで、炎症を抑え、アテローム性動脈硬化の進行を遅らせたり防いだりすることができるという。しかし、その効果は赤ワインの摂取で見られるほど顕著ではないと指摘している。
2009年に発表された研究では、激しい運動をした後のサイクリストにチョコレートミルクと市販の回復飲料（炭水化物とタンパク質の含有量を一致させたもの）を与えて比較したところ、運動後の血漿クレアチンキナーゼ濃度や筋肉痛、疲労困憊までのサイクリング時間には差はなかった。しかし、チョコレートミルクは市販の回復飲料よりも安価であるため、研究者は「多くのアスリートにとってチョコレートミルクはより便利で安価な回復飲料の選択肢となる」という結論を下した。
2010年5月に行われたスポーツ栄養学の研究では、「短期間のサッカーの激しいトレーニングを行った際、運動後に等カロリーのチョコレートミルク飲料と炭水化物飲料を摂取したときの運動の回復は同様だ」という結論を下している。
さらに、2011年にニュージャージー州のキーン大学で行われた別の研究では、男子サッカー選手がチョコレートミルクを摂取した場合、疲れるまでの時間が長くなるという同様の結果となった。また、キーン大学の研究では、シーズン前に午前と午後に練習をする女子サッカー選手でチョコレートミルクの効果を調べた。午前と午後の練習の間に、選手は炭水化物電解質飲料かチョコレートミルクを摂取し、午後の練習の後に各選手は疲労を溜めるためにシャトルランを行った。この研究では、女性の疲労回復を促進するうえでチョコレートミルクは炭水化物電解質飲料と同じくらい有益だという結論を下した。

### 栄養上の価値
チョコレートミルクのミニカートン1個には5ミリグラムのカフェインが含まれている。チョコレートにはシュウ酸が含まれているが、シュウ酸はミルクの中のカルシウムと反応してシュウ酸カルシウムを生成し、その結果腸内でのカルシウムの吸収を防ぐ。しかし、シュウ酸はほんの少ししか含まれていないため、カルシウムの吸収への影響はほとんどない。チョコレートに含まれるシュウ酸は比較的少ないため、カルシウムを豊富に含む食事をしている健康な人がチョコレートを摂取することで起きる影響がどのくらいあるのかは不明である。
2008年の研究では、毎日一人前以上のチョコレートを食べる被験者は、週にチョコレートを食べる回数が6回以下の被験者に比べて、骨密度と骨強度が低くなっていた。研究者たちは、シュウ酸がカルシウムの吸収を妨げることが原因かもしれないと考えているが、チョコレートに含まれる砂糖がカルシウムの排泄を増加させることが原因である可能性もあるとしている。しかし、シュウ酸塩を多く含む食品を摂取してカルシウムの吸収に影響を与えることは、尿中にシュウ酸塩が多く含まれているときに起こるシュウ酸腎臓結石の患者にとってより重大な問題となる。このような人は特にシュウ酸塩の摂取量を減らし、カルシウムの摂取量を増やす必要がある。一方で、チョコレートに多く含まれているマグネシウムは、クエン酸塩と同じように尿中の結晶形成を妨げることもあるため、結石形成のリスクを下げる可能性がある。